# 深水頦齒魚
深水頦齒魚，為管肩魚科的其中一種，為深海魚類，分布於印度西太平洋海域，深度1420公尺，體長可達18.1公分，棲息在底層水域，生活習性不明。

## 扩展阅读
維基物種上的相關：深水頦齒魚